# Трудовое (Симферопольский район)
Трудово́е (укр. Трудове, крымскотат. Trudovoye, Трудовое) — село в Симферопольском районе Республики Крым, центр Трудовского сельского поселения (согласно административно-территориальному делению Украины — Трудовского сельского совета Автономной Республики Крым).

## Население
| 2001 | 2014  | 2021  |
| ---- | ----- | ----- |
| 2767 | ↘2173 | ↗5249 |

Всеукраинская перепись 2001 года показала следующее распределение по носителям языка
| Язык             | Процент |
| ---------------- | ------- |
| русский          | 66,97   |
| крымскотатарский | 11,89   |
| украинский       | 6,4     |
| другие           | 1,48    |

### Динамика численности
- 1989 год — 2164 чел.[12]
- 2001 год — 2767 чел.[13]
- 2009 год — 2409 чел.[14]
- 2014 год — 2173 чел.[15]

## Современное состояние

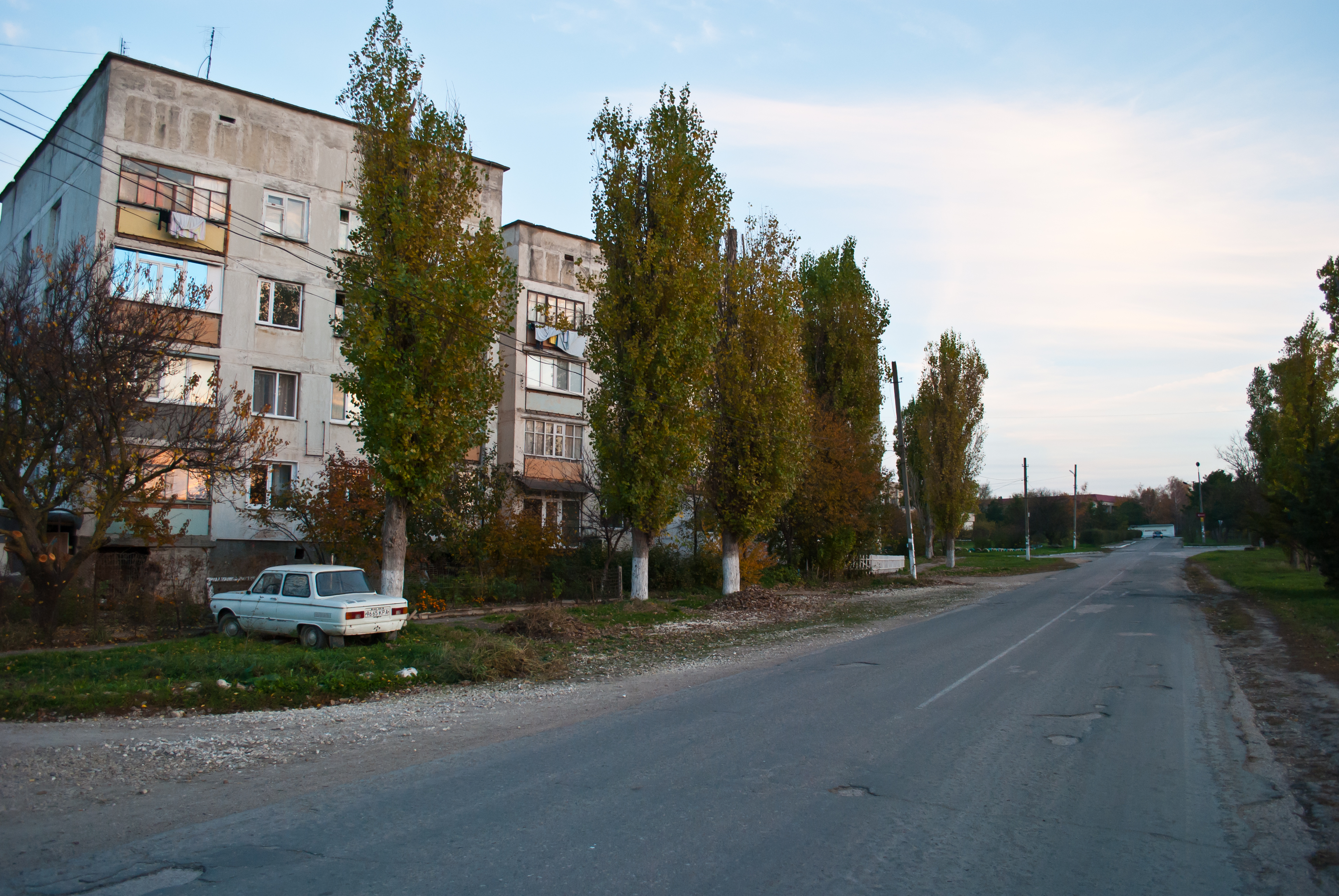
Главная улица села

В Трудовом 53 улицы, 8 переулков и 8 садовых товариществ, площадь, по данным сельсовета на 2009 год, занимаемая селением, 29,7 гектара, на которой в 900 дворах числилось 2409 жителей. В селе действуют муниципальное бюджетное общеобразовательное учреждение «Трудовская школа» и детский сад «Светлячок».

## География
Трудовое расположено в центре района, у истоков безымянного ручья бассейна реки Чуюнчи, правого притока Салгира, в пределах Внешней гряды Крымских гор. Село находится примерно в 11 километрах (по шоссе) (по прямой — около 500 метров от северо-восточной окраины) Симферополя, высота центра села над уровнем моря 370 м. Транспортное сообщение осуществляется по региональной автодороге 35Н-546 от трассы 35К-003 Симферополь — Феодосия (по украинской классификации С-0-11353); ближайшее село — Мазанка, находящееся в 2,5 км к востоку.

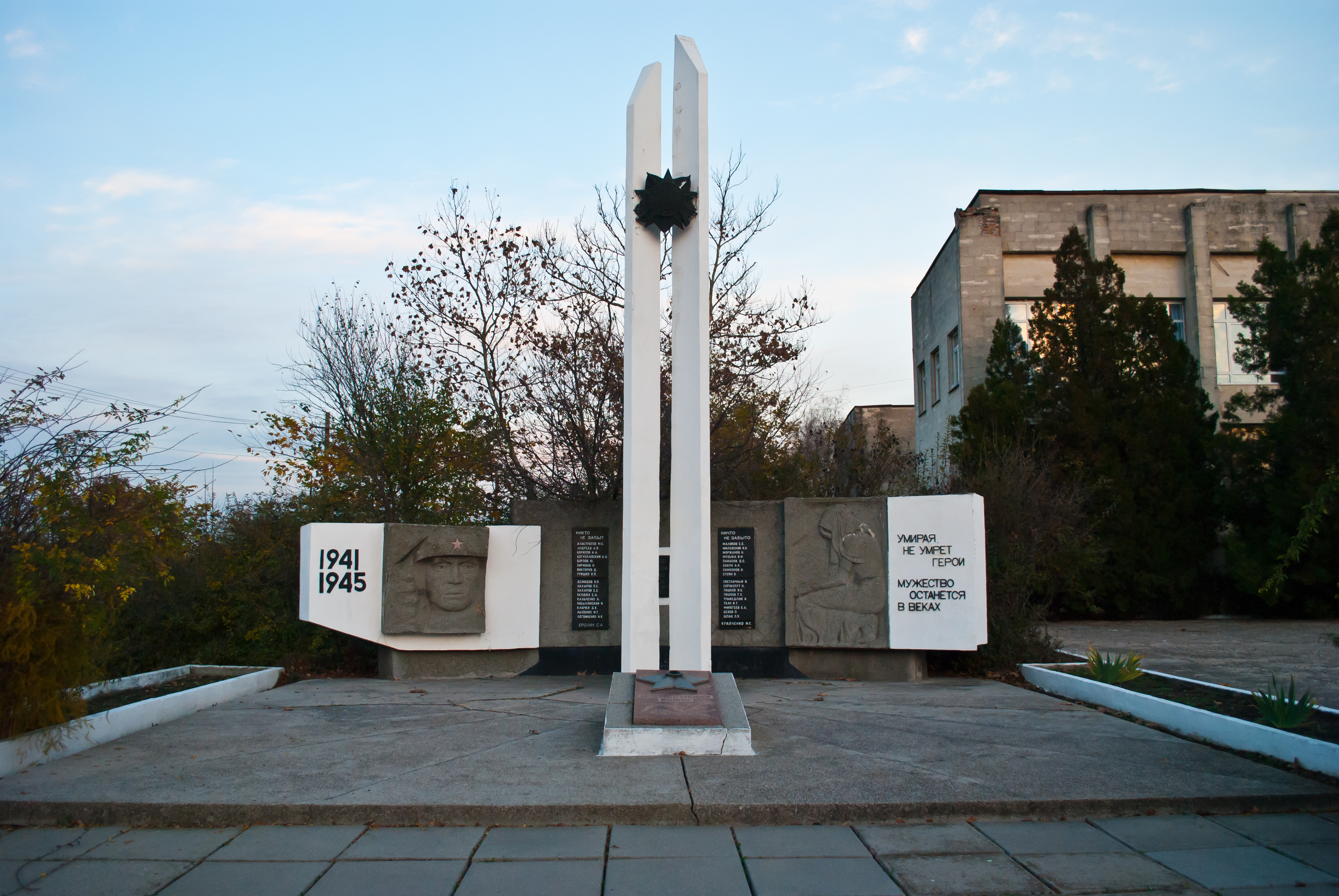
Могила неизвестного солдата и памятный знак в честь воинов-односельчан, погибших в годы Великой Отечественной войны, 1984

## История
Село возникло в 1928 году, как населённый пункт совхоза «Симферопольский № 1», которому решением Крымоблисполкома от 8 сентября 1958 года № 133 присвоен статус посёлка и название Трудовое. Указом Президиума Верховного Совета УССР «Об укрупнении сельских районов Крымской области», от 30 декабря 1962 года Симферопольский район был упразднён и село присоединили к Бахчисарайскому. 1 января 1965 года, указом Президиума ВС УССР «О внесении изменений в административное районирование УССР — по Крымской области», вновь включили в состав Симферопольского. В послевоенное время, до 1975 года входило в состав Каменского сельсовета, с 1975 года — центр сельсовета. По данным переписи 1989 года в селе проживало 2164 человека. С 12 февраля 1991 года село в восстановленной Крымской АССР, 26 февраля 1992 года переименованной в Автономную Республику Крым. С 21 марта 2014 года в составе Крыма аннексировано Россией.